# Gedenkkapelle (Hohenbrunn)

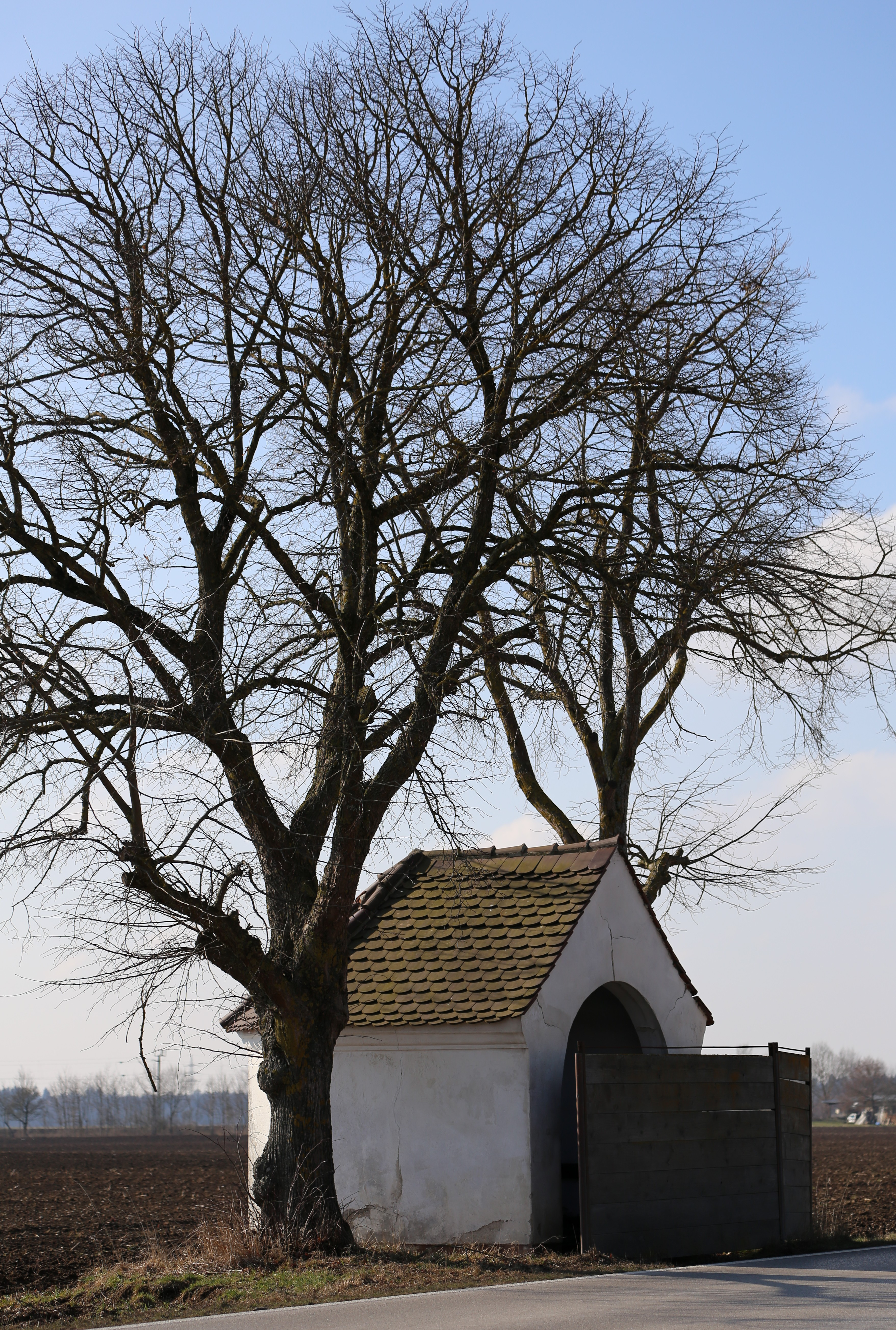
Gedenkkapelle Hohenbrunn

Die Gedenkkapelle Hohenbrunn ist eine Wegkapelle in der oberbayerischen Gemeinde Hohenbrunn im Landkreis München. Sie ist als Baudenkmal in die Bayerische Denkmalliste eingetragen.

## Lage
Die Kapelle liegt südöstlich des Ortes Hohenbrunn an der Siegertsbrunner Straße etwa auf halber Strecke zwischen der Ortschaft und dem Gewerbegebiet Hohenbrunn Süd. Sie ist von zwei großen Bäumen gerahmt.

## Beschreibung

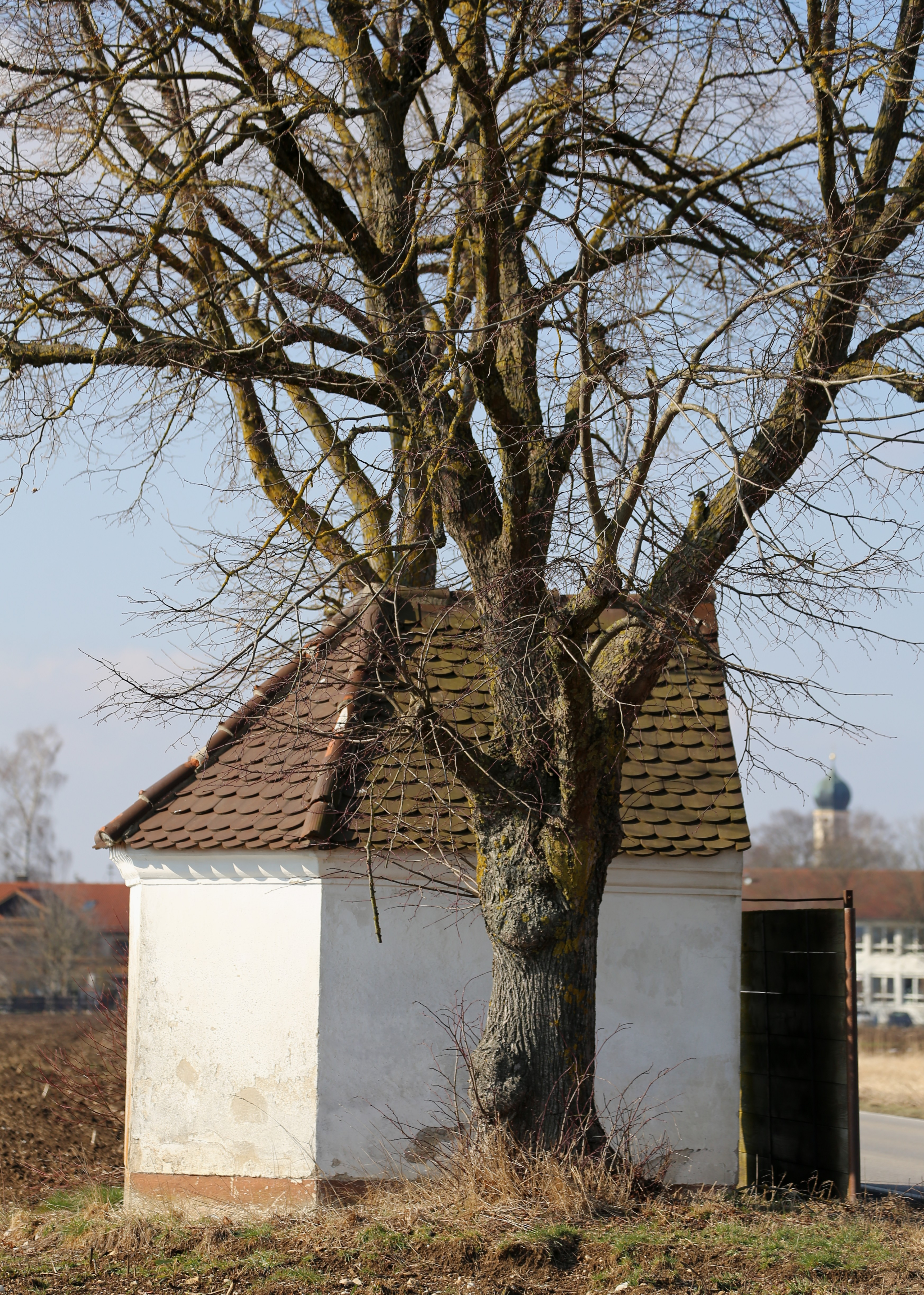
Seitenansicht

Die Kapelle stammt aus der Zeit um 1840. Sie ist ein rechteckiger Bau mit Satteldach und einer polygonalen Apsis. Die Mauern sind zum Dach hin durch ein Gesims abgeschlossen. Der Bau ist zur Eingangsseite hin offen und hat im Inneren ein Tonnengewölbe. An den beiden Längsseiten stehen Sitzbänke. In der Apsis steht eine Pietà.